# Ngeno Kipngetich
Ngeno Kipngetich (17 de agosto de 2000) es un deportista de Kenia que compite en atletismo. Ganó una medalla de plata en el Campeonato Mundial de Atletismo Sub-20 de 2018, en la prueba de 800 m.